# Landgericht Königsberg

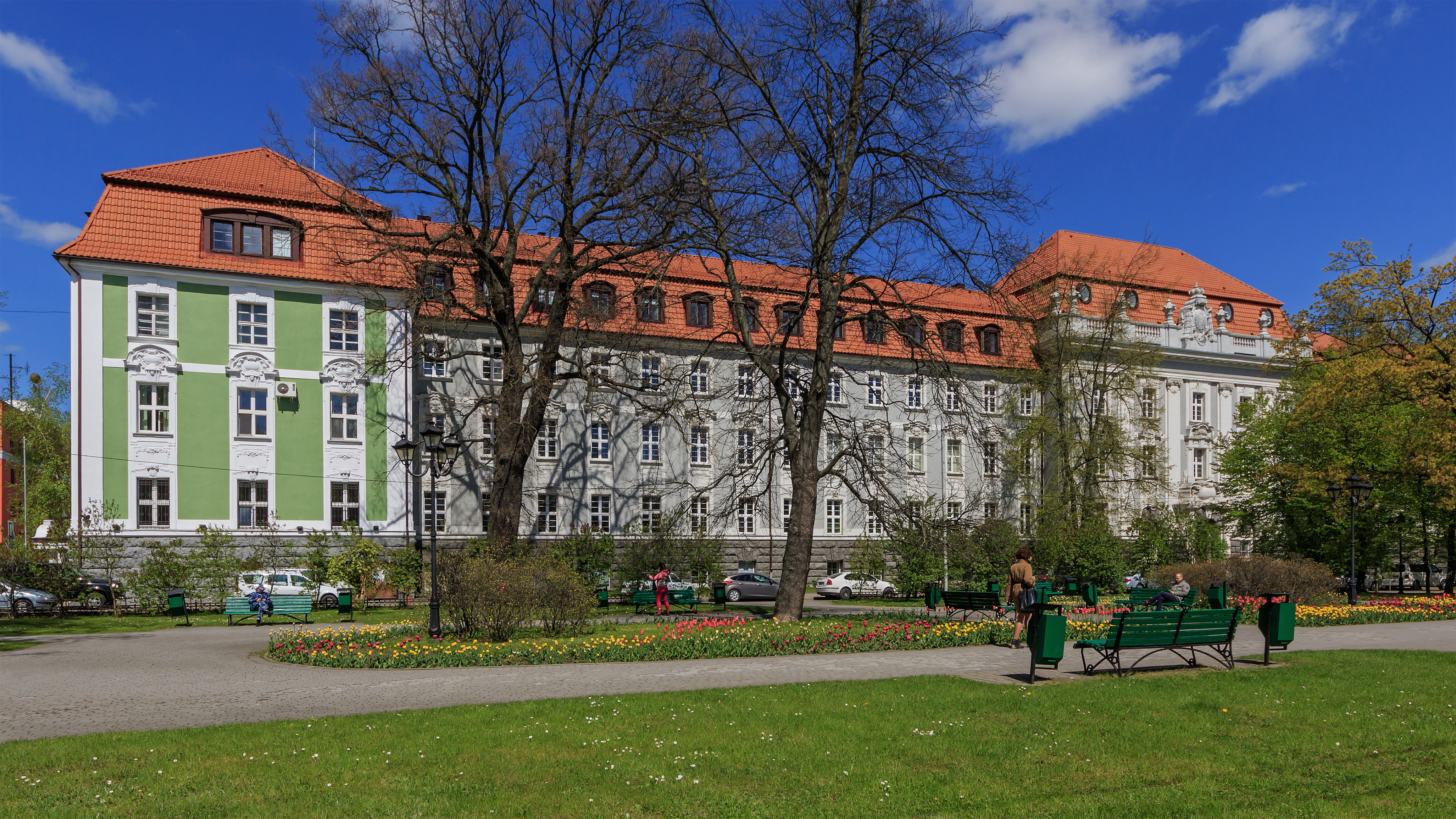
Ehem. Gerichtsgebäude (2017)

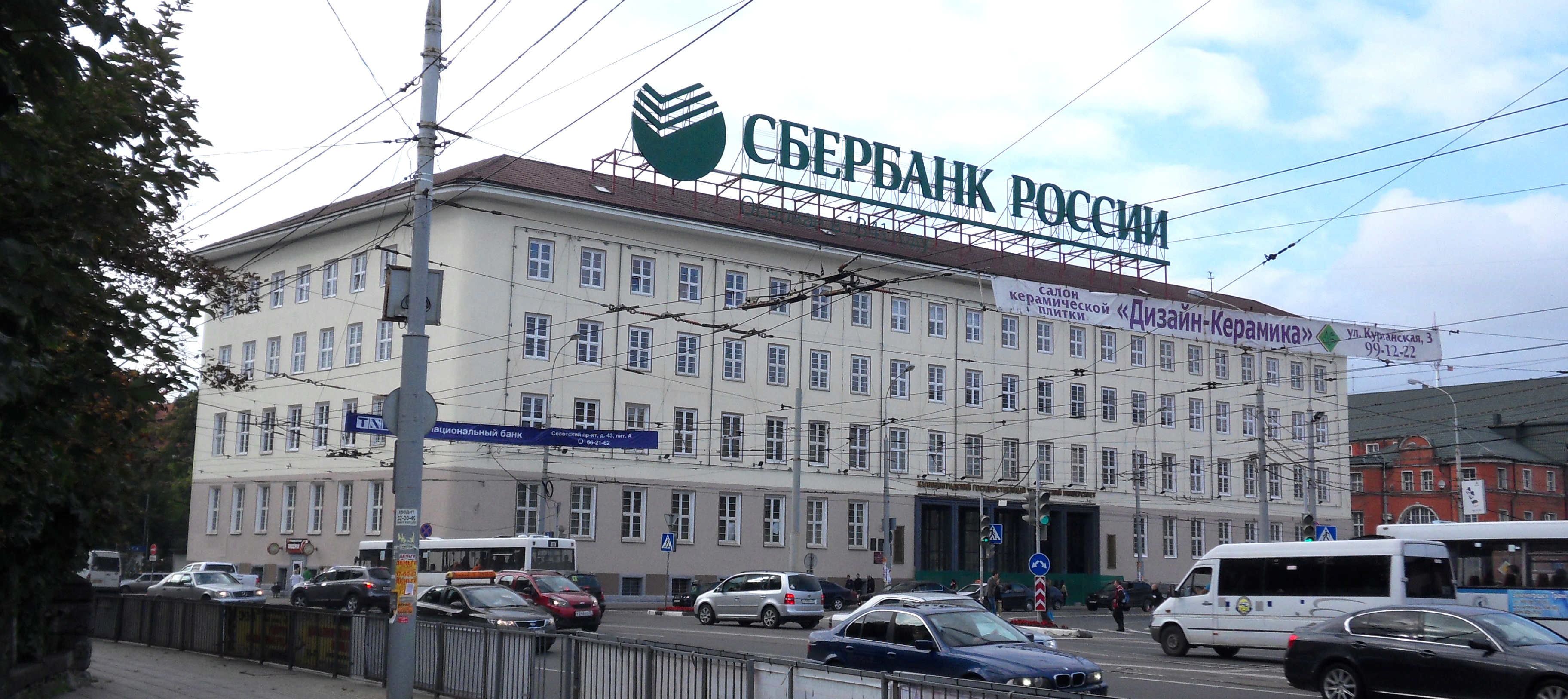
Erweiterungsbau (2010)

Das Landgericht Königsberg war ein preußisches Gericht der ordentlichen Gerichtsbarkeit im Bezirk des Oberlandesgerichtes Königsberg mit Sitz in Königsberg.

## Geschichte
Das königlich preußische Landgericht Königsberg wurde mit Wirkung zum 1. Oktober 1879 als eines von sieben Landgerichten im Bezirk des Oberlandesgerichtes Königsberg gebildet. Es ersetzte damit das Ostpreußische Tribunal zu Königsberg. Der Sitz des Gerichts war Königsberg. Das Landgericht war danach für die Stadt Königsberg und die Kreise Fischhausen, Königsberg, Labiau und Wehlau zuständig. Ihm waren folgende acht Amtsgerichte zugeordnet:
| Amtsgericht             | Sitz        | Bezirk |
| ----------------------- | ----------- | --- |
| Amtsgericht Allenburg   | Allenburg   | aus dem Kreis Wehlau den Stadtbezirk Allenburg und die Amtsbezirke Großallendorf, Eiserwagen, Großengelau, Friedrichsdorf, Koppershagen, Neumühl, Plauen und Trimnau |
| Amtsgericht Fischhausen | Fischhausen | Kreis Fischhausen, ohne den Teil, der den Amtsgerichten Königsberg und Pillau zugeordnet war |
| Amtsgericht Königsberg  | Königsberg  | Stadtkreis Königsberg, Landkreis Königsberg und aus dem Kreis Fischhausen die Amtsbezirke Caporn, Condehnen, Cranz, Forst Fritzen, Goldschmiede, Grünhoff, Kirschnehnen, Kurisches Haff, Landkeim, Laptau, Medenau, Menicken, Michelau, Groß Mischen, Pluttwinnen, Pobethen, Regehnen, Rossitten, Rudau, Schugsten, Seefeld, Strobjehnen, Willgaiten, Wosegau, Woytnicken und Frisches Haff (Königsberger Teil) sowie aus dem Amtsbezirk Bludau die Forstschutzbezirke Margen und Bärwalde sowie Gut Bierbrüderkrug |
| Amtsgericht Labiau      | Labiau      | Kreis Labiau, ohne den Teil, der dem Amtsgericht Mehlauken zugeordnet war |
| Amtsgericht Mehlauken   | Mehlauken   | aus dem Kreis Labiau die Amtsbezirke Klein Baum, Cotta, Lauknen, Mehlauken, Obscherninken, Piplin, Popelken, Rosenberg, Szerszantinnen, Spannegeln, Ulsternberg und Uszballen |
| Amtsgericht Pillau      | Pillau      | aus dem Kreis Fischhausen der Stadtbezirk Pillau und der Amtsbezirk Alt Pillau |
| Amtsgericht Tapiau      | Tapiau      | aus dem Kreis Wehlau der Stadtbezirk Tapiau und die Amtsbezirke Bieberswalde, Bonslack, Eremitten, Großfritschienen, Gauleden, Genslack, Goldbach, Forst Greiben, Grünhayn, Grünlaufen, Imten, Kapkeim, Kleinhof, Forst Leipen, Pomauden, Pomedien, Pregelswalde, Starkenberg und die Landarmen- und Korrigenden-Anstalt Taiaup |
| Amtsgericht Wehlau      | Wehlau      | Kreis Wehlau ohne den Teil, der den Amtsgerichten Allenburg und Tapiau zugeordnet war |

Der Landgerichtsbezirk hatte 1888 zusammen 322.406 Einwohner. Am Gericht waren ein Präsident, drei Landgerichtsdirektoren und 15 Richter tätig. Ferner war eine Kammer für Handelssachen mit vier Handelsrichtern eingerichtet.
Im Jahre 1945 wurde der Landgerichtsbezirk unter sowjetische Verwaltung gestellt, und die deutschen Einwohner wurden vertrieben. Damit endete auch die Geschichte des Landgerichtes Königsberg.

## Landesarbeitsgericht Königsberg
Gemäß Arbeitsgerichtsgesetz vom 23. Dezember 1926 wurden in Preußen Arbeitsgerichte gebildet. Diese waren nur in der ersten Instanz unabhängig, die Landesarbeitsgerichte waren den Landgerichten zugeordnet. Am Landgericht Königsberg entstand so 1927 das Landesarbeitsgericht Königsberg als einziges Landesarbeitsgericht im Bezirk des Oberlandesgerichtes Königsberg. Ihm wurden folgende Arbeitsgerichte nachgeordnet: Arbeitsgericht Allenstein, Arbeitsgericht Bartenstein, Arbeitsgericht Braunsberg, Arbeitsgericht Heilsberg, Arbeitsgericht Insterburg, Arbeitsgericht Johannisburg, Arbeitsgericht Königsberg (Preußen), Arbeitsgericht Labiau, Arbeitsgericht Lötzen, Arbeitsgericht Lyck, Arbeitsgericht Mohrungen, Arbeitsgericht Neidenburg, Arbeitsgericht Ortelsburg, Arbeitsgericht Osterode (Ostpreußen), Arbeitsgericht Rastenburg, Arbeitsgericht Sensburg, Arbeitsgericht Stallupönen, Arbeitsgericht Tilsit und Arbeitsgericht Wehlau.

## Gebäude
Das Gerichtsgebäude wurde von 1913 bis 1917 im für historistische Justizbauten typischen Stil des Neobarock erbaut. Von 1929 bis 1931 entstand der Erweiterungsbau des Gerichts im Zusammenhang mit weiteren Baumaßnahmen, nämlich dem von 1927 bis 1929 erbauten Gerichtsgefängnis und der von 1931 bis 1933 ausgeführten Erweiterung von dessen Männerflügel. Das Gerichtsgebäude (ursprünglich Hansaring 14–16, dann Adolf-Hitler-Ring, heute Prospekt Mira 2) wird heute von der Staatlichen Technischen Universität Kaliningrad genutzt.

## Richter
- Franz Schlegelberger (1902–1904)
- Erich Seelmann-Eggebert (ab 1920)